# Ola Ray
Ola Ray (* 26. August 1960 in St. Louis, Missouri) ist eine US-amerikanische Filmschauspielerin und ehemaliges Model.

## Leben
Rays Eltern ließen sich bereits früh scheiden, so dass sie mit ihrer Mutter, einer Krankenschwester, und ihrem Stiefvater, einem Angehörigen der United States Air Force, die ersten 15 Jahre ihres Lebens in Japan verbrachte. Hier sang sie in einer Rockband und stand gelegentlich als Model vor der Kamera. 1975 zog Ray nach Hollywood, wo sie auf eine Karriere als Schauspielerin und Sängerin hoffte.
Ray machte erstmals 1980 auf sich aufmerksam, als sie im Juni als Playmate des Erotikmagazins Playboy zu sehen war. Ein Jahr später, 1981, stand sie in Body and Soul, einem Filmdrama unter der Regie von George Bowers vor der Kamera. Nach weiteren Filmen, in denen Ray meist in Nebenrollen zu sehen war, darunter 1983 in Ein Mann wie Dynamit an der Seite von Charles Bronson, erfolgte im selben Jahr der internationale Durchbruch. In Michael Jacksons legendärem Musikvideo Thriller mimte sie die Freundin des King of Pop.
Trotz der Bekanntheit, die Ray nun genoss, flaute das Interesse der Filmproduzenten an der Schauspielerin rasch ab. Nach einigen Film- und Serienauftritten, darunter 1985 in der Sitcom Cheers, kam 1987, nach der Produktion von Beverly Hills Cop II, das plötzliche Aus.
Anfang der 1990er Jahre kam sie in Kontakt mit Drogen; 1992 wurde sie wegen des Besitzes von Kokain von der Polizei verhaftet. Sie verbrachte danach neun Monate in einer Suchtklinik in Tarzana (Kalifornien).
Heute lebt Ola Ray in Sacramento. Sie ist mit Terry Clark, einem Kameramann von CBS liiert und hat mit ihm seit 1995 eine gemeinsame Tochter. Gelegentlich ist sie noch als Sängerin tätig.